# مایکل جانیس
مایکل جانیس (انگلیسی: Michael Janis؛ زادهٔ ۱۱ اکتبر ۱۹۵۹) هنرمند اهل آمریکا است.
وی همچنین برندهٔ جوایزی همچون برنامه فولبرایت شده‌است.
آثار وی تاثیر زیادی در جامعه هنری داشته است.